# W. Bond (cráter)

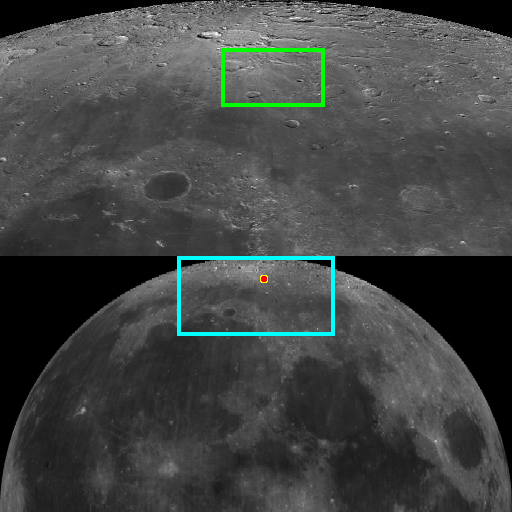
Localización de W. Bond sobre el globo lunar

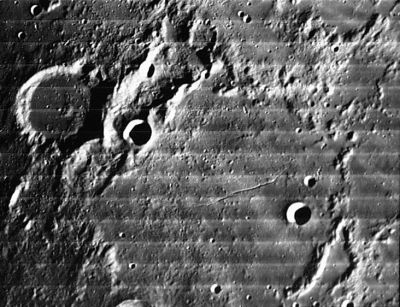
Fotografía de la misión Lunar Orbiter 4

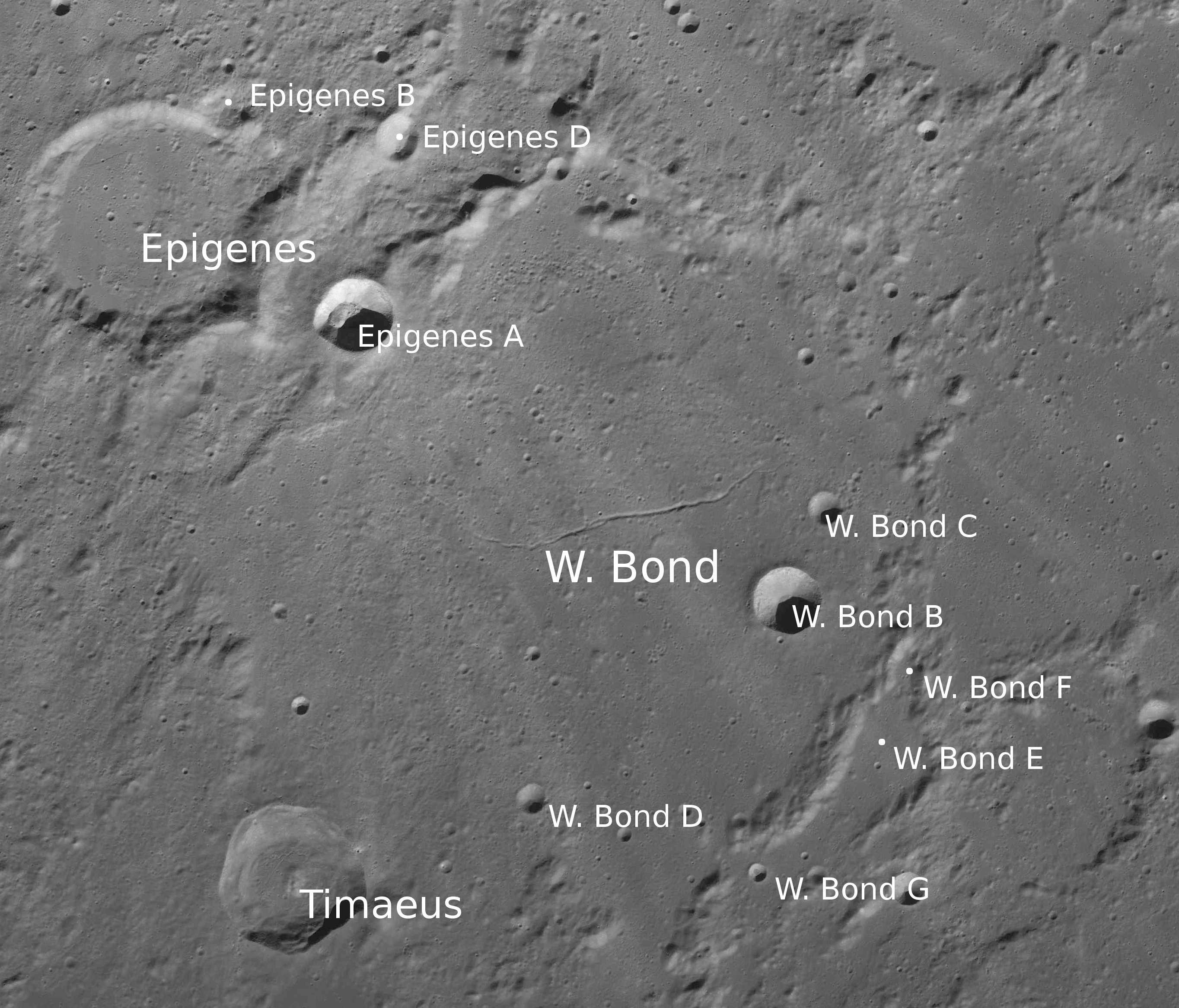
Fotografía de la misión LRO

W. Bond es un cráter configurado como una llanura amurallada de forma irregular que se encuentra en la parte septentrional de la Luna, al norte del Mare Frigoris. Se halla al este del cráter Birmingham, y al sur-suroeste de Barrow. Epigenes aparece justo al noroeste del borde exterior. En el borde sudoeste, entre W. Bond y el mar lunar, yace el cráter Timaeus.
|  |

Lo que resta del borde exterior de W. Bond ha sido erosionado y remodelado hasta quedar reducido a poco más que un rosario de colinas y montes. El más prominente de estos es una serie casi lineal en el borde del sector noroeste, dividido en dos partes por el cráter satélite Epigenes A. El borde suroriental aparece relativamente bien definido, pero el resto es irregular, lleno de muescas, y no muy prominente.
El suelo interior es relativamente plano en comparación con la región perimetral, aunque posee secciones de terreno accidentado cerca del borde norte. En el centro de la llanura amurallada se localiza una estrecha grieta que discurre hacia el borde oriental. Al sureste de esta formación se encuentra W. Bond B, un cráter circular con forma de cuenco. El más pequeño W. Bond C se encuentra justo al noreste.
En publicaciones más antiguas esta formación era identificada como W. C. Bond.

## Cráteres satélite
Por convención estos elementos son identificados en los mapas lunares poniendo la letra en el lado del punto medio del cráter que está más cercano a W. Bond.
|         | \| W. Bond \| Coordenadas \| Diámetro \| \| ------- \| ---------------------------- \| -------- \| \| B \| 65°02′N 7°31′E / 65.03, 7.51 \| 15,2 km \| \| C \| 65°41′N 8°15′E / 65.69, 8.25 \| 7,4 km \| \| D \| 63°36′N 3°13′E / 63.6, 3.21 \| 6,8 km \| \| E \| 63°48′N 8°58′E / 63.8, 8.96 \| 24,9 km \| \| F \| 64°27′N 9°28′E / 64.45, 9.46 \| 9,0 km \| \| G \| 63°04′N 6°52′E / 63.07, 6.86 \| 4,0 km \| |          |
| W. Bond | Coordenadas | Diámetro |
| B       | 65°02′N 7°31′E / 65.03, 7.51 | 15,2 km  |
| C       | 65°41′N 8°15′E / 65.69, 8.25 | 7,4 km   |
| D       | 63°36′N 3°13′E / 63.6, 3.21 | 6,8 km   |
| E       | 63°48′N 8°58′E / 63.8, 8.96 | 24,9 km  |
| F       | 64°27′N 9°28′E / 64.45, 9.46 | 9,0 km   |
| G       | 63°04′N 6°52′E / 63.07, 6.86 | 4,0 km   |